# Sosippus janus
Sosippus janus là một loài nhện trong họ Lycosidae.
Loài này thuộc chi Sosippus. Sosippus janus được George Stewardson Brady miêu tả năm 1972.